# Bognanco
Bognanco (piemontiul: Bognanch) település Olaszországban. Lakosainak száma 178 fő (2023. január 1.). Bognanco Antrona Schieranco, Crevoladossola, Domodossola, Montescheno, Trasquera, Zwischbergen és Varzo községekkel határos.

## Népesség
A település népességének változása:
| Lakosok száma | 206  | 200  | 178  |
|               | 2017 | 2018 | 2023 |